# Tempziner See
Der Tempziner See befindet sich in der Sternberger Seenlandschaft im Landkreis Ludwigslust-Parchim nordöstlich von Schwerin. Das Gewässer liegt auf dem Gemeindegebiet von Kloster Tempzin und grenzt im Osten an die Gemeinde Blankenberg. Der See unterteilt sich in ein Nord- und ein Südbecken. Die tiefste Stelle des Sees befindet sich im Nordbecken. Die durchschnittliche Tiefe beträgt zwei Meter. Der See ist ein beliebtes Angel- und Wasserwanderziel.